# Степовое (Гайсинский район)
Степовое (укр. Степове) — село на Украине, находится в Гайсинском районе Винницкой области.
Код КОАТУУ — 0520884806. Население по переписи 2001 года составляет 31 человек. Почтовый индекс — 23734. Телефонный код — 4334.
Занимает площадь 2,07 км².

## Адрес местного совета
23734, Винницкая область, Гайсинский р-н, с. Мытков, ул. Ленина, 57